# Zsigmond Kisfaludi Strobl
Zsigmond Kisfaludi Strobl (1. července 1884 Alsórajk – 14. srpna 1975 Budapešť) byl maďarský sochař.

## Život
Navštěvoval Maďarskou akademii výtvarných umění. Během studií pracoval v ateliéru Alajose Stróbla (1856-1926) a Eduarda "Ede" Telcse (1872-1948).
Strobl se jako voják zúčastnil 1. světové války. Po válce vytvořil četné busty osobností 20. a 30. let 20. století, jako byli královna Alžběta II., Somerset Maugham a George Bernard Shaw. Vytvořil řadu monumentálních pomníků.

Mezi jeho nejznámější díla patří Památník svobody na Gellértově hoře v Budapešti (vztyčený v roce 1947), pomník Lajose Kossutha u maďarského parlamentu a Zrození Venuše z roku 1926. Jeho socha Davida je vystavena v Maďarské národní galerii.

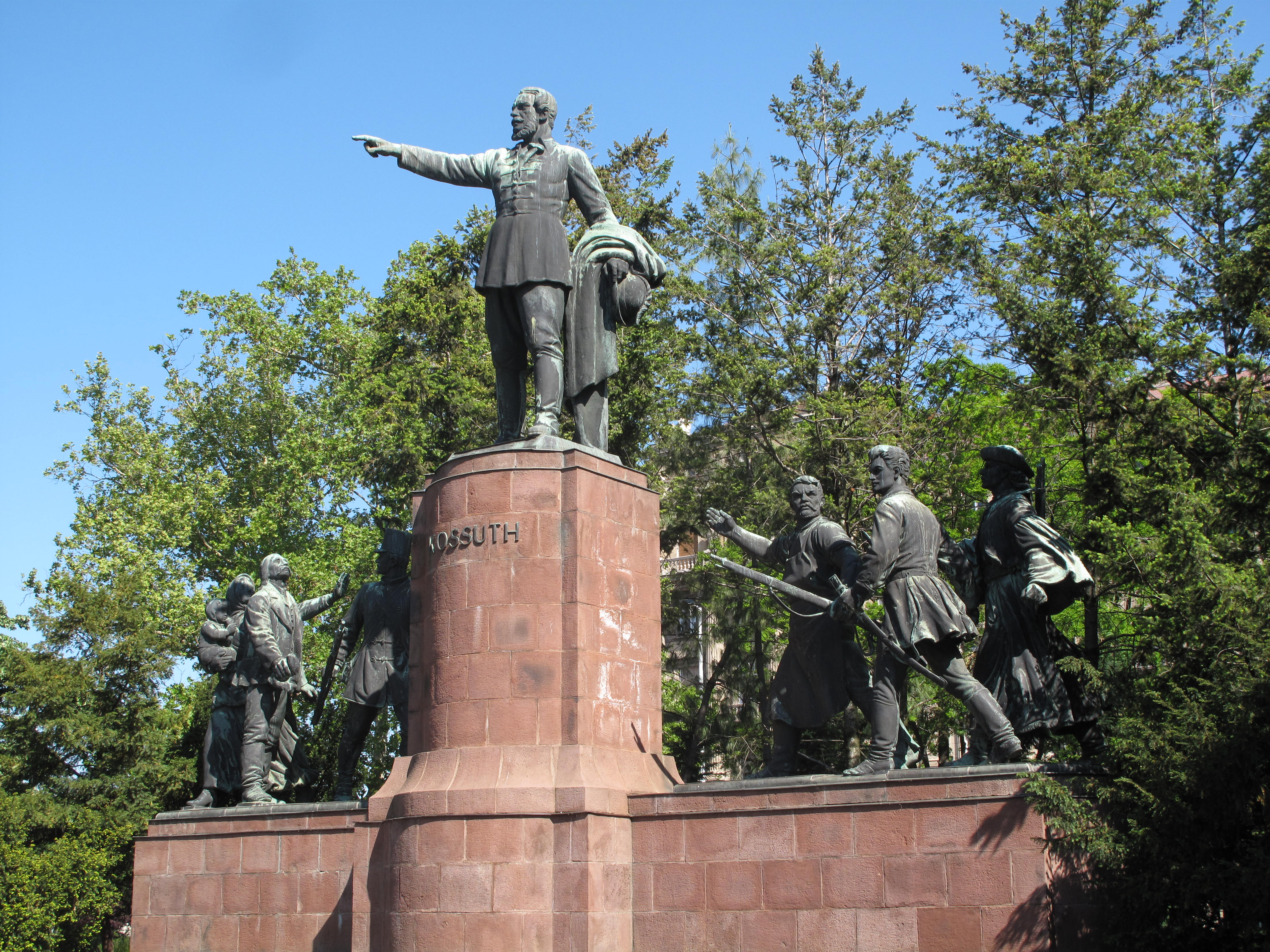
Pomník Lajose Kossutha